# آن مک‌لین کاستر
آن مک‌لین کاستر (به انگلیسی: Ann McLane Kuster) نمایندهٔ حوزه انتخابیه دوم نیوهمپشایر از حزب دموکرات ایالات متحده آمریکا در مجلس نمایندگان ایالات متحده آمریکا است که برای نخستین‌بار در ۶ ژانویه ۲۰۱۳ میلادی به‌عضویت این مجلس درآمد.